# Kerk van Saltvik
De kerk van Saltvik is het gebedshuis van de Evangelisch-Lutherse Kerk van Finland in de Finse gemeente Saltvik, die behoort tot de autonome Finse regio Åland.
De romaanse kerk, gebouwd van rood Rapakivi-graniet, dateert uit de late 13e eeuw en is gewijd aan Maria. Het gebied van Saltvik was ooit het hoofdeiland en de kerk was de belangrijkste van Åland. De postglaciale opheffing was toen nog niet zo ver gevorderd, zodat de eilandengroep veel kleiner was dan nu.
De kerk staat in de kern Kvarnbo, een halve kilometer ten westen van de dorpskern van Saltvik en tweehonderd meter ten oosten van de dorpshaven Kvarnboviken (Baai van Kvarnbo).

## Geschiedenis
De kerk is omringd door verschillende grafvelden uit de ijzertijd. Een daarvan, Johannisberg, is de grootste begraafplaats uit de ijzertijd in heel Åland. Onder en rond de kerk zijn sporen van nederzettingen uit de Vikingtijd gevonden. Bij archeologische opgravingen in 1950 is een skelet gevonden dat ouder is dan de kerk zelf, wat suggereert dat er op deze plek eerst een oudere houten kerk stond, hoewel daar geen sporen van zijn gevonden.
Het tweebeukige schip, met de binnenafmetingen 19,3 bij 9,7 meter, werd in de oorspronkelijke vorm gebouwd in de periode 1270–1296. Dendrochronologische analyse toont grote bouwveranderingen aan het einde van de 14e eeuw. Om onbekende redenen werd het oorspronkelijke tweebeukige natuurstenen gewelf gesloopt, om enkele decennia later te worden vervangen door een vergelijkbaar gewelf, ditmaal in baksteen. In de jaren 1370 werd het voorportaal toegevoegd. Kort daarna, in 1381, werd de westelijke toren gebouwd, helemaal tot aan de piramidevormige houten kap. In verband met de torenbouw werd een boogvormige opening gemaakt tussen de toren en het schip. De barokke spits van de toren dateert uit het midden van de 19e eeuw.
De kerk heeft talloze grotere en kleinere renovaties ondergaan en is na de Reformatie lange tijd niet onderhouden. In die tijd zijn vermoedelijk de meeste middeleeuwse houten beelden verdwenen, waaronder een beeld van de maagd Maria. Door de ontelbare veranderingen is niet meer goed te achterhalen wanneer welke wijziging werd aangebracht, maar vanaf 1680 is dit uit de boekhouding van de kerk af te leiden. De zijaltaren werden afgebroken en het voorheen vrijstaande hoofdaltaar werd verplaatst naar de oostelijke muur. In de jaren 1850 werden weer grote veranderingen aangebracht: de middeleeuwse gemetselde gewelven werden vervangen door een houten tongewelf. Tegelijkertijd werd een groot deel van de oostelijke muur van het schip, inclusief de ramen, vervangen.
Bij een verbouwing en renovatie in 1950 werden archeologische opgravingen gedaan, en aansluitend werd het houten tongewelf vervangen door een betonnen exemplaar.

## Muurschilderingen
In de 15e eeuw zijn fresco's toegevoegd. Na de Reformatie werden deze grotendeels witgekalkt en door meester Mårten Johansson overgeschilderd met lutherse schilderijen, onder leiding van Boetius Murenius (vicaris van Saltvik van 1636-1666). Deze schilderingen zijn inmiddels ook weer allemaal verwijderd. Daardoor is het niet goed meer mogelijk om te achterhalen hoe de oorspronkelijke schilderingen er uit moeten hebben gezien.

## Inventaris
De inventaris weerspiegelt vele eeuwen waarin allerlei stukken werden toegevoegd en weer werden verwijderd. Het tijdvak waarin de meeste voorwerpen geplaatst kunnen worden, is de 17e eeuw.
- Een altaarstuk met afbeelding van Christus in Getsemane door Robert Wilhelm Ekman uit 1862
- Een middeleeuwse altaarkast van Oost-Baltische oorsprong uit het midden van de 15e eeuw
- Een post-reformatie altaarkast, gesneden door Mathias Reiman uit Turku, geschilderd en verguld door Mårten Johansson, geschonken in 1666
- Een kruisbeeld uit de jaren 1250
- Een doopvont uit Gotland uit het midden van de 13e eeuw
- Een zilveren kelk, in 1346 aan de kerk geschonken door de kanunnik van Turku, Laurentius Arnberni
- Een kerkorgel. Er hebben verschillende orgels in deze kerk gestaan. Het oudste dateert uit 1837; het huidige orgel is uit 1973 en is in 2003 gerenoveerd.